# Chrysiptera notialis
Chrysiptera notialis là một loài cá biển thuộc chi Chrysiptera trong họ Cá thia. Loài này được mô tả lần đầu tiên vào năm 1975.

## Từ nguyên
Tính từ định danh notialis trong tiếng Latinh có nghĩa là "ở phương nam", hàm ý đề cập đến phạm vi phân bố của loài cá này, được ghi nhận là loài Glyphidodontops (= Chrysiptera) ở xa nhất về phía nam vào thời điểm đó.

## Phạm vi phân bố và môi trường sống
C. notialis được tìm thấy tại đảo Lord Howe và đảo Norfolk (đều thuộc Úc), cũng như tại quốc đảo Nouvelle-Calédonie. Chúng sinh sống trên các rạn viền bờ ở độ sâu khoảng 7–45 m.

## Mô tả
Chiều dài lớn nhất được ghi nhận ở C. notialis là 9 cm. Thân của C. notialis thuôn dài, có màu nâu xám; phần đầu nhạt màu hơn thân. Đốm đen lớn ở gốc vây ngực; vây ngực trong suốt. Vây bụng, vây lưng, vây đuôi và vây hậu môn có viền xanh sáng rất mỏng ở rìa.
Số gai ở vây lưng: 13; Số tia vây ở vây lưng: 14–15; Số gai ở vây hậu môn: 2; Số tia vây ở vây hậu môn: 15–16; Số gai ở vây bụng: 1; Số tia vây ở vây bụng: 5.

## Sinh thái học
Thức ăn của C. notialis có thể là tảo và động vật phù du. Cá đực có tập tính bảo vệ và chăm sóc trứng; trứng có độ dính và bám chặt vào nền tổ.